# Jivarus alticola
Jivarus alticola är en insektsart som beskrevs av Ronderos 1981. Jivarus alticola ingår i släktet Jivarus och familjen gräshoppor. Inga underarter finns listade i Catalogue of Life.